# Anemone trifolia
Anemone trifolia is de botanische naam van een meerjarige kruidachtige plant.
De 10-30 cm hoge plant heeft een witte wortelstok. In tegenstelling tot de eveneens witte bosanemoon (Anemone nemorosa) zijn de bladranden van deze soort niet verdeeld maar regelmatig gezaagd.
Naast de stengelbladeren zijn er grondbladeren. Aan elke stengel groeit minstens een bloem. Elke bloem heeft minstens zes bloemdekbladeren en vele meeldraden. De helmknoppen zijn blauwwit. De bloeitijd is van april tot juni.

## Verspreiding
De plant komt hoofdzakelijk voor in de Zuidelijke Alpen en zuidwaarts: Portugal, Spanje, Frankrijk, Italië, Oostenrijk, Slovenië, Hongarije, het voormalige Joegoslavië en Griekenland.
Deze kalkminnende plant komt voor in loofbossen in het struikgewas tot hoogten van 1800 m.

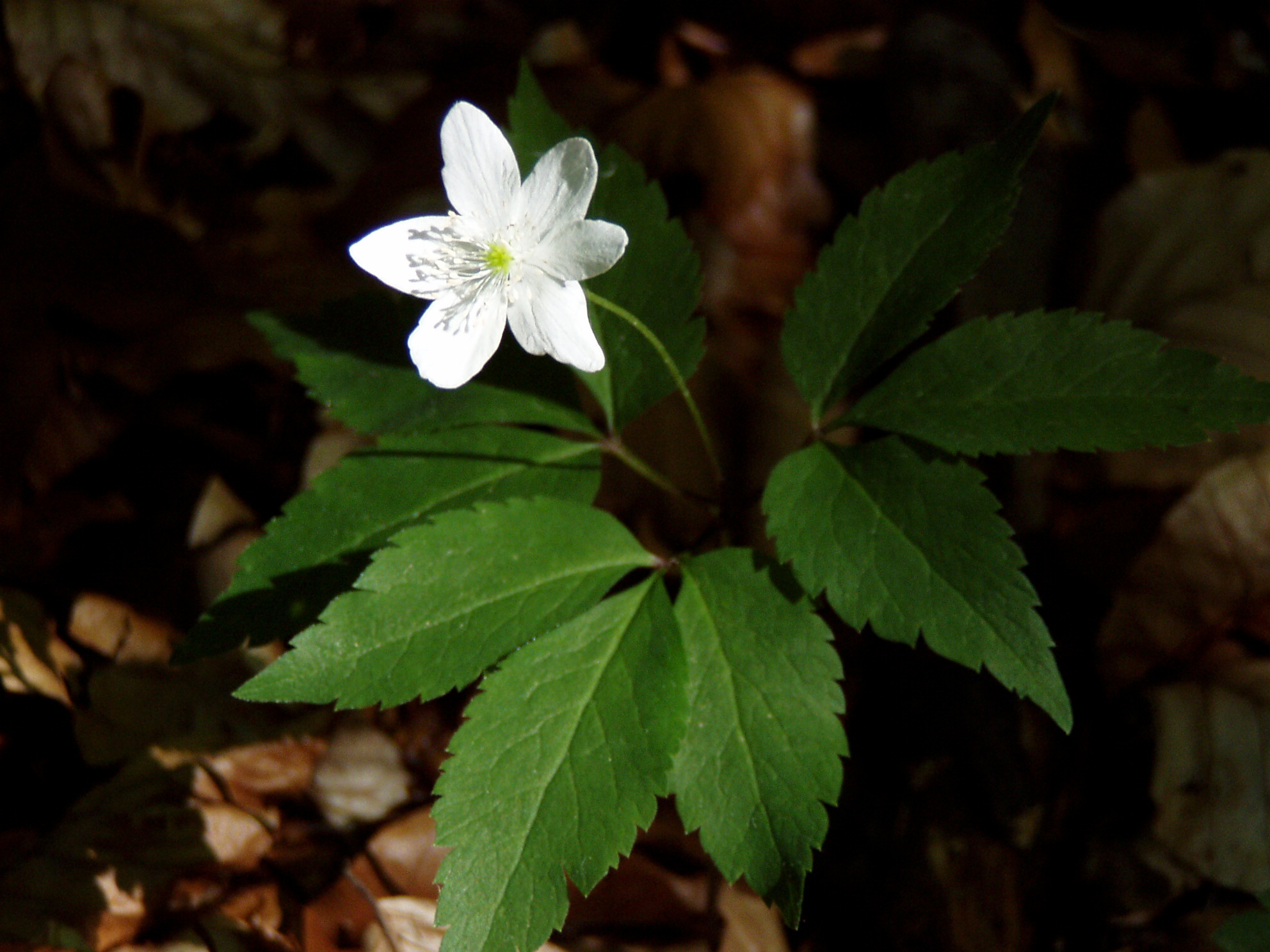
Anemone trifolia in een beukenbos in Kärnten.

... · A. altaica · A. apennina (Blauwe anemoon) · A. blanda (Oosterse anemoon) · A. canadensis · A. coronaria · A. hupehensis · A. narcissiflora · A. nemorosa (Bosanemoon) · A. quinquefolia · A. ranunculoides (Gele anemoon) · A. sylvestris · A. trifolia · ...